# Entorrhiza seminarii
Entorrhiza seminarii är en svampart som beskrevs av J. Walker 2007. Entorrhiza seminarii ingår i släktet Entorrhiza och familjen Entorrhizaceae.   Inga underarter finns listade i Catalogue of Life.